# Дугинец, Игорь Алексеевич
Игорь Алексеевич Дугинец (укр. Ігор Олексійович Дугінец, 20 мая 1956, Куйбышево, Бахчисарайский район, Крымская область, Украинская ССР, СССР) — советский легкоатлет, выступавший в метании диска. Участник летних Олимпийских игр 1980 года, серебряный призёр чемпионата Европы 1982 года.

## Биография
Игорь Дугинец родился 20 мая 1956 года в селе Куйбышево Бахчисарайского района Крымской области.
В 1981 году окончил Одесский государственный университет имени И. И. Мечникова.
В 1973 году начал заниматься лёгкой атлетикой в Евпатории. Тренировался под началом П. Дегтярёва и Е. А. Домовского.
Выступал в легкоатлетических соревнованиях за «Динамо» из Одессы, во второй половине 80-х — за Ленинград. Завоевал восемь медалей чемпионата СССР в метании диска — две золотых (1978, 1982), две серебряных (1983 — зимний чемпионат, 1989), четыре бронзовых (1982 — зимний, 1983, 1986, 1988).
В 1975 году завоевал бронзовую медаль юниорского чемпионата Европы.
В 1979 году стал бронзовым призёром Кубка Европы.
В 1980 году вошёл в состав сборной СССР на летних Олимпийских играх в Москве. В квалификации метания диска показал 4-й результат - 63,10 метра. В финале занял 6-е место, метнув на 64,04 и уступив 2,60 метра победителю Виктору Ращупкину из СССР.
В 1982 году стал серебряным призёром чемпионата Европы в Афинах. Показав результат 65,60, он уступил 1,04 метра выигравшему золото Имриху Бугару из Чехословакии.
Мастер спорта СССР международного класса.
Живёт в Санкт-Петербурге.

## Личный рекорд
- Метание диска — 68,52 (21 августа 1982, Киев)[4]